# 矢部史郎
矢部 史郎（やぶ しろう、1971年6月16日 - ）は、日本の思想家、アナキスト。愛知県春日井市在住。
その思考は、フェリックス・ガタリ、ジル・ドゥルーズ、アントニオ・ネグリ、パオロ・ヴィルノなど、フランス・イタリアの現代思想を基礎にしている。
1990年代よりネオリベラリズム批判、管理社会批判を山の手緑らと行っている。ナショナリズムや男性中心主義への批判、大学問題なども論じている。ミニコミの編集・執筆などを経て，1990年代後半より、「現代思想」（青土社）、「文藝」（河出書房新社）などの思想誌・文芸誌などで執筆活動を行う。2006年には思想誌「VOL」（以文社）編集委員として同誌を立ち上げた。
また、さまざまな社会運動にも関与しており、イラク戦争などにおける反戦運動（例えば渋谷でのレイブデモなど）、落書きでの被逮捕者（公共物へ落書きをして逮捕された）への支援、2008年洞爺湖サミットへの抵抗行動などを積極的に行っている。

## 略歴
1989年、愛知県立旭丘高等学校を中途退学。
高校を退学後、とび職、工員、書店員、バーテンなど職を転々としながら、独特の視点と文体で執筆活動を続ける。
1996年夏、海外のレイブ文化に影響を受け、深夜の新宿中央公園でレイヴ・パーティを試みる。
2009年に在日特権を許さない市民の会のカウンターを行い、在特会の横断幕窃盗で逮捕される。

## 著作

### 著書
- 無産大衆神髄（山の手緑との共著　河出書房新社、2001年）
- 愛と暴力の現代思想（山の手緑との共著　青土社、2006年）
- 原子力都市（以文社、2010年）
- 3・12の思想（以文社、2012年3月）
- 放射能を食えというならそんな社会はいらない、ゼロベクレル派宣言（新評論、2012年6月）

### 編著
- VOL Lexicon（白石嘉治、矢部史郎　以文社、2009年）